# لغات فرنسا

خريطة توضيحية تبيّن التقسيمات اللغوية في فرنسا حسب المناطق

هناك العديد من لغات فرنسا. إنّ اللغة الفرنسية إلى حد بعيد هي اللغة الرسمية المنطوقة والوحيدة على نحو واسع في فرنسا، لكن عدّة لغات إقليمية متكلّم بها مع تفاوت في نطقها كاللغة الانغدوسية في أوسيتاني، ولغة
اللورين في لورين واللغة الكورسية في كورسيكا،واللغة الغاسكونية،في أكيتين،والألزاسية في ألزاس، والشامبانية في شامبان…